# Eurocup 2014/15
Der Eurocup 2014/15 war die 13. Spielzeit des von der ULEB ausgetragenen Eurocups im Basketball.
Nachdem der Wettbewerb im Vorjahr einmalig mit 48 Mannschaften ausgetragen wurde, wurde die Teilnehmerzahl der Vorrunde auf 36 Mannschaften beschränkt. Halbfinale und Finale wurden – wie im Vorjahr – im K.-o.-System in Hin- und Rückspiel entschieden.
Den Titel gewann zum zweiten Mal BK Chimki aus Russland.

## Modus
Am Eurocup nahmen in der Vorrunde 36 Mannschaften teil. Die Vorrunde wurde wie die Zwischenrunde im Rundenturnier-Modus englisch round robin mit Hin- und Rückspiel in sechs Gruppen mit je sechs Mannschaften gespielt. Dabei wurden die Vorrundenteilnehmer bei der Auslosung der Vorrundengruppen in zwei regionale Konferenzen mit jeweils 18 Mannschaften nach Ost und West aufgeteilt. Die tabellarisch auf den beiden hinteren Plätzen rangierenden Mannschaften jeder Vorrundengruppe schieden aus, während die anderen Mannschaften zusammen mit den acht Teilnehmern der EuroLeague, die in jenem Wettbewerb nicht die zweite Runde der besten 16 Mannschaften erreicht haben, in acht Gruppen mit jeweils vier Mannschaften die Zwischenrunde mit insgesamt 32 Mannschaften bildeten. Nach der Zwischenrunde wurde im K.-o.-System in Addition von Hin- und Rückspiel weitergespielt, wobei die beiden besten Mannschaften jeder Zwischenrundengruppe für das Achtelfinale qualifiziert waren. Das in der Addition der beiden Spiele entstandene Resultat entschied über den Sieger des Vergleichs, der die nächste Runde erreicht. Während ab dem Achtelfinale im Hinspiel keine Verlängerung zur Ermittlung eines Siegers möglich war, wurde im Rückspiel solange eine jeweils fünfminütige Verlängerung der regulären Spielzeit durchgeführt, bis nach Addition von Ergebnis im Rückspiel und Endergebnis im Hinspiel eine Mannschaft mehr Punkte erreicht hatte als der Gegner. Der Sieger der Addition von Finalhinspiel und -rückspiel war der Gesamtsieger des Wettbewerbs.

## Teilnehmer an der Vorrunde
Die Auslosung der ersten Gruppenphase hat am 29. September 2014 in Barcelona (Spanien) stattgefunden.
| Liga                          | Teams | Name (VJPa)                   | Name (VJPa)                  | Name (VJPa)                   | Name (VJPa)                       | Name (VJPa)         |
| ----------------------------- | ----- | ----------------------------- | ---------------------------- | ----------------------------- | --------------------------------- | ------------------- |
| LNB Pro A                     | 5     | Strasbourg IG b (F)           | SLUC Nancy Basket (HF)       | JDA Dijon (HF)                | Paris-Levallois Basket * (VF/5/P) | ASVEL Lyon b (VF/7) |
| VTB United League ( Russland) | 4     | BK Chimki (VF)                | Lokomotive Kuban (VF)        | Triumph Ljuberzy (VF)         | Krasny Oktjabr Wolgograd * (AF)   |                     |
| Basketball-Bundesliga         | 4     | EWE Baskets Oldenburg (HF)    | Artland Dragons (HF)         | Brose Baskets * (VF/2)        | Telekom Baskets Bonn * (VF/5)     |                     |
| Liga ACB                      | 3     | Herbalife Gran Canaria (VF/5) | Cajasol Sevilla (VF/7)       | CAI Saragossa (VF/8)          |                                   |                     |
| Lega Basket Serie A           | 3     | Acea Rom (HF)                 | Pallacanestro Cantù * (VF/3) | Grissin Bon ReggianaEC (VF/7) |                                   |                     |
| TBL                           | 3     | Banvit BK (HF)                | Pınar Karşıyaka SK (HF)      | Beşiktaş JK Istanbul * (VF)   |                                   |                     |
| ABA-Liga                      | 3     | KK Partizan Belgrad (HF)      | Budućnost Podgorica (5)      | KK Union Olimpija * (10)      |                                   |                     |
| Ethias League                 | 2     | Telenet Oostende b (M)        | Belgacom Spirou BC * (VF)    |                               |                                   |                     |
| LBL                           | 2     | BK Ventspils (M)              | BK VEF Rīga b (F)            |                               |                                   |                     |
| NBL                           | 1     | ČEZ Nymburk b (M)             |                              |                               |                                   |                     |
| Tauron Basket Liga            | 1     | Stelmet Zielona Góra b (F)    |                              |                               |                                   |                     |
| Basket League                 | 1     | PAOK Thessaloniki (HF)        |                              |                               |                                   |                     |
| Ligat ha’Al                   | 1     | Hapoel Jerusalem b (HF)       |                              |                               |                                   |                     |
| LKL                           | 1     | Lietuvos rytas Vilnius (HF)   |                              |                               |                                   |                     |
| Divizia A                     | 1     | CSU Asesoft Ploiești * (M)    |                              |                               |                                   |                     |
| Nemzeti I/A                   | 1     | Szolnoki Olaj KK * (M)        |                              |                               |                                   |                     |

*: Teilnehmer auf Basis einer Wild Card, nicht auf Basis der Vorjahresplatzierung

EC: Sieger der EuroChallenge 2013/14

a: in Klammern Play-off-Platzierung in der jeweiligen Meisterschaft, ggf. ergänzt um Hauptrundenplatzierung bzw. nationalen Pokalgewinn (P)

b: Verlierer der EuroLeague - Qualifikation

## Reguläre Saison
Nach Beendigung der Euroleague-Qualifikation wurden bei der Auslosung am 29. September 2014 die Teilnehmer in eine östliche und eine westliche „Conference“ aufgeteilt. Dabei kamen die Mannschaften aus dem politisch historisch als Westeuropa bezeichneten Raum, also regionaleuropäisch West- und Südeuropa sowie Deutschland, in die westliche Conference und die Mannschaften aus dem restlichen Mitteleuropa sowie osteuropäische Vertreter in die östliche Conference. Die Mannschaften aus Griechenland sowie der Türkei und Israel wurden der östlichen Conference zugeordnet. Mannschaften aus Nordeuropa waren bei dieser Austragung des Eurocups nicht im Starterfeld.

## 1. Gruppenphase
Die Spiele der ersten Gruppenphase fanden zwischen dem 14. Oktober und dem 17. Dezember 2014 statt.
Für die Gruppenplatzierungen waren bei Mannschaften mit gleicher Anzahl von Siegen nicht das gesamte Korbpunktverhältnis, sondern nur das addierte Ergebnis im direkten Vergleich der Mannschaften untereinander entscheidend.

### Conference West

#### Gruppe A
| Team                      | Sp | S | N | P+  | P-  |
| ------------------------- | -- | - | - | --- | --- |
| 1. Strasbourg IG          | 10 | 8 | 2 | 742 | 701 |
| 2. Brose Baskets          | 10 | 6 | 4 | 768 | 672 |
| 3. Paris-Levallois Basket | 10 | 5 | 5 | 753 | 759 |
| 4. CAI Saragossa          | 10 | 5 | 5 | 831 | 812 |
| 5. Telekom Baskets Bonn   | 10 | 4 | 6 | 774 | 851 |
| 6. Grissin Bon Reggiana   | 10 | 2 | 8 | 735 | 808 |

#### Gruppe B
| Team                      | Sp | S  | N | P+  | P-  |
| ------------------------- | -- | -- | - | --- | --- |
| 1. Herbalife Gran Canaria | 10 | 10 | 0 | 847 | 706 |
| 2. Telenet Oostende       | 10 | 6  | 4 | 768 | 766 |
| 3. JDA Dijon              | 10 | 6  | 4 | 711 | 739 |
| 4. Pallacanestro Cantù    | 10 | 4  | 6 | 738 | 753 |
| 5. ASVEL Lyon             | 10 | 3  | 7 | 755 | 791 |
| 6. Artland Dragons        | 10 | 1  | 9 | 725 | 770 |

#### Gruppe C
| Team                  | Sp | S | N | P+  | P-  |
| --------------------- | -- | - | - | --- | --- |
| 1. Acea Rom           | 10 | 7 | 3 | 826 | 773 |
| 2. SLUC Nancy Basket  | 10 | 6 | 4 | 776 | 742 |
| 3. ČEZ Nymburk        | 10 | 5 | 5 | 771 | 780 |
| 4. Cajasol Sevilla    | 10 | 5 | 5 | 777 | 757 |
| 5. EWE Baskets        | 10 | 4 | 6 | 737 | 737 |
| 6. Belgacom Spirou BC | 10 | 3 | 7 | 705 | 802 |

### Conference Ost

#### Gruppe D
| Team                      | Sp | S | N | P+  | P-  |
| ------------------------- | -- | - | - | --- | --- |
| 1. BK Chimki              | 10 | 8 | 2 | 872 | 756 |
| 2. Beşiktaş JK Istanbul   | 10 | 7 | 3 | 773 | 705 |
| 3. KK Union Olimpija      | 10 | 6 | 4 | 800 | 782 |
| 4. Zenit Sankt Petersburg | 10 | 5 | 5 | 808 | 809 |
| 5. Szolnoki Olaj KK       | 10 | 3 | 7 | 747 | 822 |
| 6. BK VEF Rīga            | 10 | 1 | 9 | 705 | 832 |

#### Gruppe E
| Team                      | Sp | S | N | P+  | P-  |
| ------------------------- | -- | - | - | --- | --- |
| 1. Lietuvos rytas Vilnius | 10 | 8 | 2 | 840 | 774 |
| 2. Banvit BK              | 10 | 6 | 4 | 788 | 768 |
| 3. Krasny Oktjabr         | 10 | 6 | 4 | 759 | 775 |
| 4. CSU Asesoft Ploiești   | 10 | 5 | 5 | 814 | 833 |
| 5. KK Partizan Belgrad    | 10 | 3 | 7 | 731 | 774 |
| 6. Hapoel Jerusalem       | 10 | 2 | 8 | 806 | 827 |

#### Gruppe F
| Team                    | Sp | S  | N | P+  | P-  |
| ----------------------- | -- | -- | - | --- | --- |
| 1. Lokomotive Kuban     | 10 | 10 | 0 | 795 | 663 |
| 2. PAOK Thessaloniki    | 10 | 6  | 4 | 726 | 726 |
| 3. Pınar Karşıyaka SK   | 10 | 6  | 4 | 780 | 763 |
| 4. Budućnost Podgorica  | 10 | 3  | 7 | 784 | 797 |
| 5. Stelmet Zielona Góra | 10 | 3  | 7 | 722 | 809 |
| 6. BK Ventspils         | 10 | 2  | 8 | 665 | 724 |

## 2. Gruppenphase (Last 32)
Die Spiele der Runde der letzten 32 fanden zwischen dem 6. Januar und dem 11. Februar 2015 statt.
Zu den 24 qualifizierten Mannschaften aus der Vorrunde stießen die acht ausgeschiedenen Teams der EuroLeague hinzu.
Genau wie in der Vorrunde waren für die Gruppenplatzierungen bei Mannschaften mit gleicher Anzahl von Siegen nicht das gesamte Korbpunktverhältnis, sondern nur das addierte Ergebnis im direkten Vergleich der Mannschaften untereinander entscheidend.

### Gruppe G
| Team                      | Sp | S | N | P+  | P-  |
| ------------------------- | -- | - | - | --- | --- |
| 1. UNICS Kasan            | 6  | 4 | 2 | 460 | 432 |
| 2. Zenit Sankt Petersburg | 6  | 3 | 3 | 439 | 479 |
| 3. Strasbourg IG          | 6  | 3 | 3 | 450 | 433 |
| 4. ČEZ Nymburk            | 6  | 2 | 4 | 454 | 459 |

### Gruppe H
| Team                      | Sp | S | N | P+  | P-  |
| ------------------------- | -- | - | - | --- | --- |
| 1. Herbalife Gran Canaria | 6  | 5 | 1 | 522 | 462 |
| 2. Banvit BK              | 6  | 4 | 2 | 484 | 453 |
| 3. Dinamo Sassari         | 6  | 2 | 4 | 470 | 507 |
| 4. Budućnost Podgorica    | 6  | 1 | 5 | 457 | 514 |

### Gruppe I
| Team                  | Sp | S | N | P+  | P-  |
| --------------------- | -- | - | - | --- | --- |
| 1. Acea Rom           | 6  | 4 | 2 | 473 | 442 |
| 2. KK Cedevita Zagreb | 6  | 4 | 2 | 500 | 493 |
| 3. Krasny Oktjabr     | 6  | 3 | 3 | 471 | 482 |
| 4. CAI Saragossa      | 6  | 1 | 5 | 434 | 461 |

### Gruppe J
| Team                   | Sp | S | N | P+  | P-  |
| ---------------------- | -- | - | - | --- | --- |
| 1. BK Chimki           | 6  | 5 | 1 | 512 | 459 |
| 2. Pallacanestro Cantù | 6  | 3 | 3 | 454 | 449 |
| 3. Limoges CSP         | 6  | 3 | 3 | 430 | 430 |
| 4. PAOK Thessaloniki   | 6  | 1 | 5 | 421 | 489 |

### Gruppe K
| Team                 | Sp | S | N | P+  | P-  |
| -------------------- | -- | - | - | --- | --- |
| 1. FC Bayern München | 6  | 6 | 0 | 534 | 437 |
| 2. Brose Baskets     | 6  | 3 | 3 | 444 | 474 |
| 3. JDA Dijon         | 6  | 2 | 4 | 453 | 498 |
| 4. KK Union Olimpija | 6  | 1 | 5 | 473 | 495 |

### Gruppe L
| Team                      | Sp | S | N | P+  | P-  |
| ------------------------- | -- | - | - | --- | --- |
| 1. Turów Zgorzelec        | 6  | 5 | 1 | 553 | 501 |
| 2. Lietuvos rytas Vilnius | 6  | 3 | 3 | 553 | 514 |
| 3. Telenet Oostende       | 6  | 2 | 4 | 474 | 506 |
| 4. Cajasol Sevilla        | 6  | 2 | 4 | 474 | 532 |

### Gruppe M
| Team                      | Sp | S | N | P+  | P-  |
| ------------------------- | -- | - | - | --- | --- |
| 1. Pınar Karşıyaka SK     | 6  | 6 | 0 | 538 | 463 |
| 2. Paris-Levallois Basket | 6  | 3 | 3 | 486 | 486 |
| 3. Beşiktaş JK Istanbul   | 6  | 2 | 4 | 444 | 490 |
| 4. Neptūnas Klaipėda      | 6  | 1 | 5 | 469 | 499 |

### Gruppe N
| Team                    | Sp | S | N | P+  | P-  |
| ----------------------- | -- | - | - | --- | --- |
| 1. Lokomotive Kuban     | 6  | 6 | 0 | 492 | 416 |
| 2. Valencia BC          | 6  | 3 | 3 | 490 | 459 |
| 3. CSU Asesoft Ploiești | 6  | 2 | 4 | 469 | 529 |
| 4. SLUC Nancy Basket    | 6  | 1 | 5 | 411 | 458 |

## Achtelfinale
Die Achtelfinalspiele fanden zwischen dem 3. und dem 11. März 2015 statt. Die Erstplatzierten einer Gruppe hatten im Rückspiel Heimrecht.
|                        | Gesamt  |                        | Hinspiel | Rückspiel |
| ---------------------- | ------- | ---------------------- | -------- | --------- |
| Pallacanestro Cantù    | 136:145 | UNICS Kasan            | 64:70    | 72:75     |
| KK Cedevita Zagreb     | 148:159 | Herbalife Gran Canaria | 76:84    | 72:75     |
| Banvit BK              | 127:121 | Acea Rom               | 71:55    | 56:66     |
| Zenit Sankt Petersburg | 154:175 | BK Chimki              | 84:86    | 70:89     |
| Valencia BC            | 174:118 | FC Bayern München      | 80:58    | 94:60     |
| Paris-Levallois Basket | 161:149 | Turów Zgorzelec        | 74:71    | 87:78     |
| Lietuvos rytas Vilnius | 162:178 | Pınar Karşıyaka SK     | 81:81    | 81:97     |
| Brose Baskets          | 131:150 | Lokomotive Kuban       | 78:80    | 53:70     |

## Viertelfinale
Die Viertelfinalspiele fanden zwischen dem 17. und dem 25. März 2015 statt. Im Rückspiel hatte die Mannschaft Heimrecht, die die höhere Platzierung in der 2. Gruppenphase (Top 32) erreicht hatte. War diese identisch, hatte das Team mit den meisten Siegen in der 2. Gruppenphase (Top 32) im Rückspiel Heimrecht. War auch diese Anzahl gleich entschied das bessere Korbverhältnis in besagter Gruppenphase.
|                        | Gesamt  |                    | Hinspiel | Rückspiel |
| ---------------------- | ------- | ------------------ | -------- | --------- |
| UNICS Kasan            | 157:145 | Lokomotive Kuban   | 78:87    | 79:58     |
| Herbalife Gran Canaria | 151:140 | Pınar Karşıyaka SK | 76:66    | 75:74     |
| Paris-Levallois Basket | 138:140 | Banvit BK          | 67:65    | 71:75     |
| Valencia BC            | 136:152 | BK Chimki          | 75:76    | 61:76     |

## Halbfinale
Die Halbfinalspiele fanden zwischen dem 31. März und dem 8. April 2015 statt. Im Rückspiel hatte die Mannschaft Heimrecht, die die höhere Platzierung in der 2. Gruppenphase (Top 32) erreicht hatte. War diese identisch, hatte das Team mit den meisten Siegen in der 2. Gruppenphase (Top 32) im Rückspiel Heimrecht. War auch diese Anzahl gleich entschied das bessere Korbverhältnis in besagter Gruppenphase.
|             | Gesamt  |                        | Hinspiel | Rückspiel |
| ----------- | ------- | ---------------------- | -------- | --------- |
| UNICS Kasan | 146:161 | Herbalife Gran Canaria | 70:83    | 76:78     |
| Banvit BK   | 172:175 | BK Chimki              | 83:82    | 89:93     |

## Finale
Die Finalspiele fanden am 24. und 29. April 2015 statt. Im Rückspiel hatte die Mannschaft Heimrecht, die die höhere Platzierung in der 2. Gruppenphase (Top 32) erreicht hatte. War diese identisch, hatte das Team mit den meisten Siegen in der 2. Gruppenphase (Top 32) im Rückspiel Heimrecht. War auch diese Anzahl gleich entschied das bessere Korbverhältnis in besagter Gruppenphase.
|                        | Gesamt  |           | Hinspiel | Rückspiel |
| ---------------------- | ------- | --------- | -------- | --------- |
| Herbalife Gran Canaria | 130:174 | BK Chimki | 66:91    | 64:83     |

## Individuelle Auszeichnungen
Folgende Akteure wurden in der abgelaufenen Saison besonders ausgezeichnet:

### Regular Season MVP

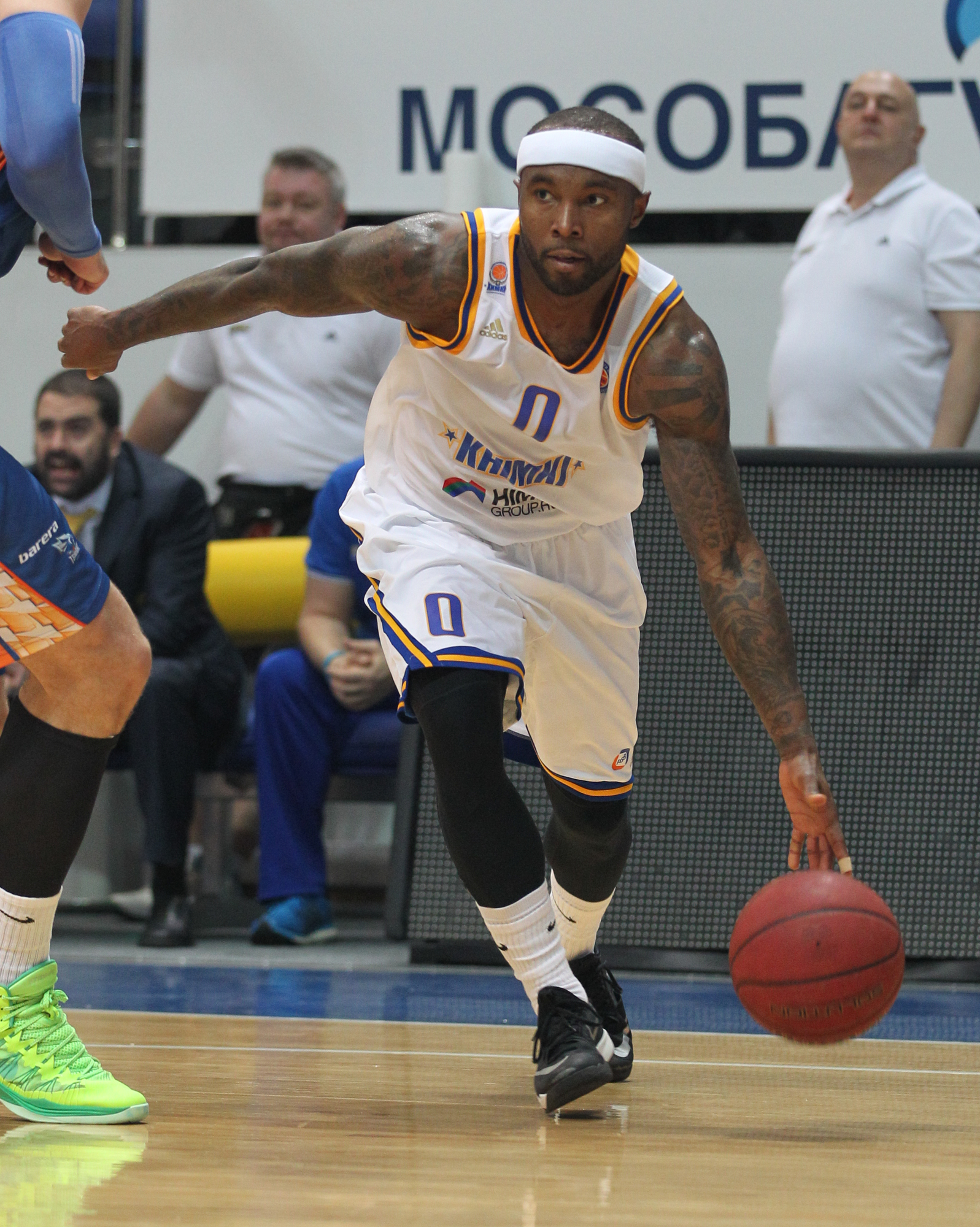
Regular Season und Final-MVP: Tyrese Rice

- Tyrese Rice (BK Chimki)

### All-Eurocup First Team
- Tyrese Rice (BK Chimki)
- Petteri Koponen (BK Chimki)
- Sammy Mejia (Banvit BK)
- Derrick Brown (Lokomotive Kuban)
- Walter Tavares (Herbalife Gran Canaria)

### All-Eurocup Second Team
- Bobby Dixon (Pınar Karşıyaka)
- Keith Langford (UNICS Kasan)
- Kyle Kuric (Herbalife Gran Canaria)
- Anthony Randolph (Lokomotive Kuban)
- Sharrod Ford (Paris-Levallois)

### Finals MVP
- Tyrese Rice (BK Chimki)

### Coach of the Year
- Aíto García Reneses (Herbalife Gran Canaria)

### Rising Star
- Kristaps Porziņģis (Cajasol Sevilla)